# 장하경
장하경(1998년 4월 17일 ~ )은 대한민국의 배우이다.

## 학력
- 중앙대학교 연극영화학과

## 드라마
- 2020년 : SBS 월화드라마 《펜트하우스 》
- 2021년 : SBS 금토드라마 《펜트하우스 2》
- 2021년 : SBS 금요드라마 《펜트하우스 3》
- 2022년 : ENA 수목드라마 《얼어죽을 연애따위》
- 2023년 : tvN 드라마 《구미호뎐 1938》
- 2023년 : SBS 금토드라마 《7인의 탈출》- 김소연 역